# Tympanogaster cornuta
Tympanogaster cornuta är en skalbaggsart som först beskrevs av Emile Janssens 1967.  Tympanogaster cornuta ingår i släktet Tympanogaster och familjen vattenbrynsbaggar. Inga underarter finns listade i Catalogue of Life.